# Schönau (Gemeinde Bad Leonfelden)
Schönau ist eine Ortschaft in der Stadtgemeinde Bad Leonfelden im Mühlviertel in Oberösterreich. Die Ortschaft hat 79 Einwohner (Stand: 1. Jänner 2024).

## Geographie
Die Ortschaft liegt im Leonfeldner Hochland. Sie ist Teil der Katastralgemeinde Dietrichschlag und des Zählsprengels Bad Leonfelden-Umgebung. Zur Ortschaft Schönau gehören 26 Adressen (Stand: 1. April 2020). Sie umfasst das gleichnamige Dorf Schönau.
Das Dorf befindet sich in den Einzugsgebieten des Distelbachs und des Spanbachs. Bei der frisch-feuchten Magerwiese nahe Schönau handelt es sich um eine 17.300 m² große Ökofläche im Nordosten der Ortschaft. Die anschließende Ökofläche Rotschwingelwiese nahe Schönau ist etwas kleiner, artenärmer und weniger mager. In der in einem Waldgebiet gelegenen kleinen Ökofläche Teich und Gräben nördlich von Schönau wachsen Sumpfpflanzen.

## Geschichte
Der Ortsname wurde im Jahr 1356 als Schoͤnnau urkundlich erwähnt.
Laut Adressbuch von Österreich waren im Jahr 1938 in Schönau ein Gastwirt und mehrere Landwirte ansässig.

## Kultur und Sehenswürdigkeiten
Zwei mittelschwere Radtour-Strecken führen durch Schönau: die 26 Kilometer lange Zwettler Runde und die 19,1 Kilometer lange Brunnwald-Runde.